# Saheb-ol-Amr-Moschee

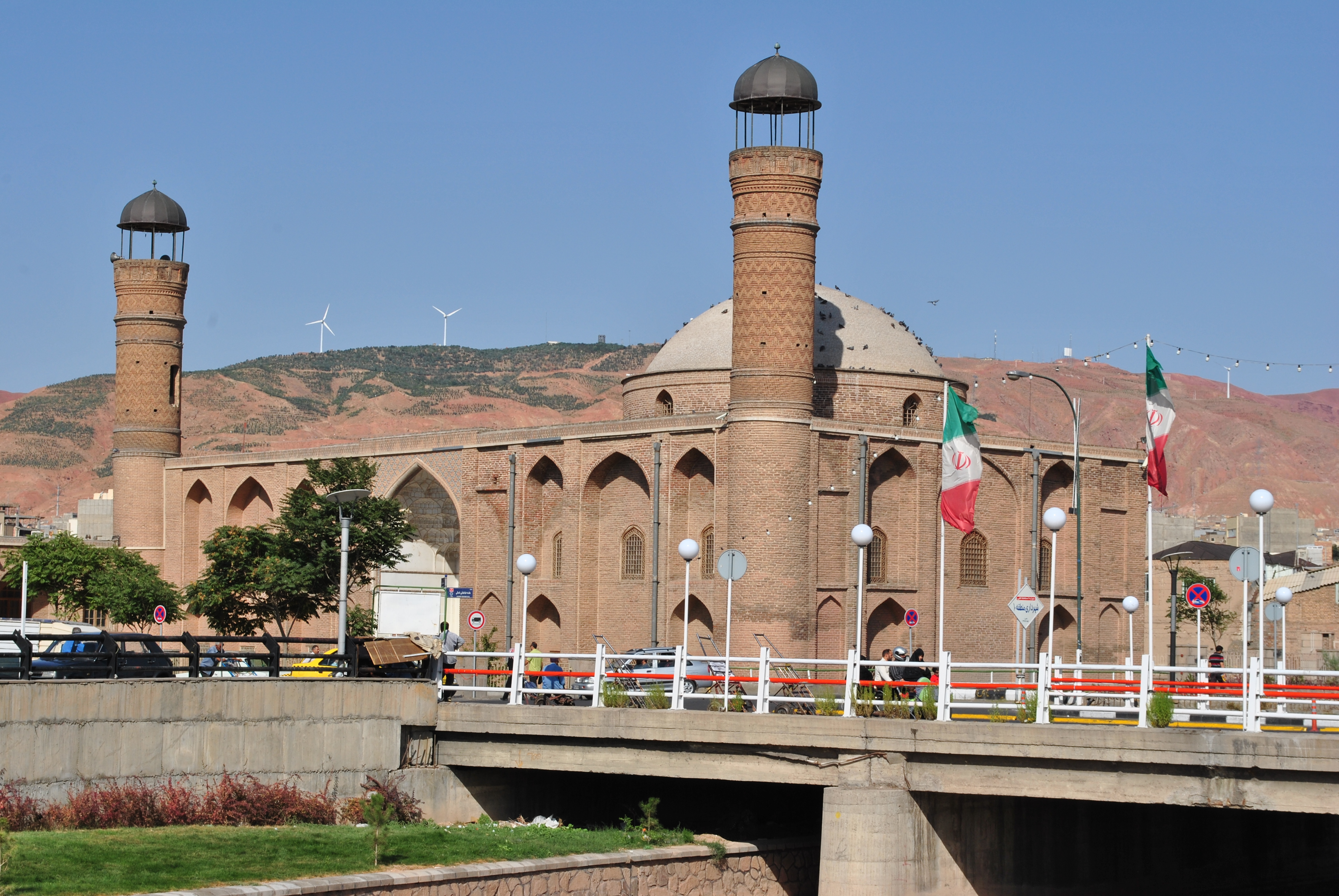
Außenbereich

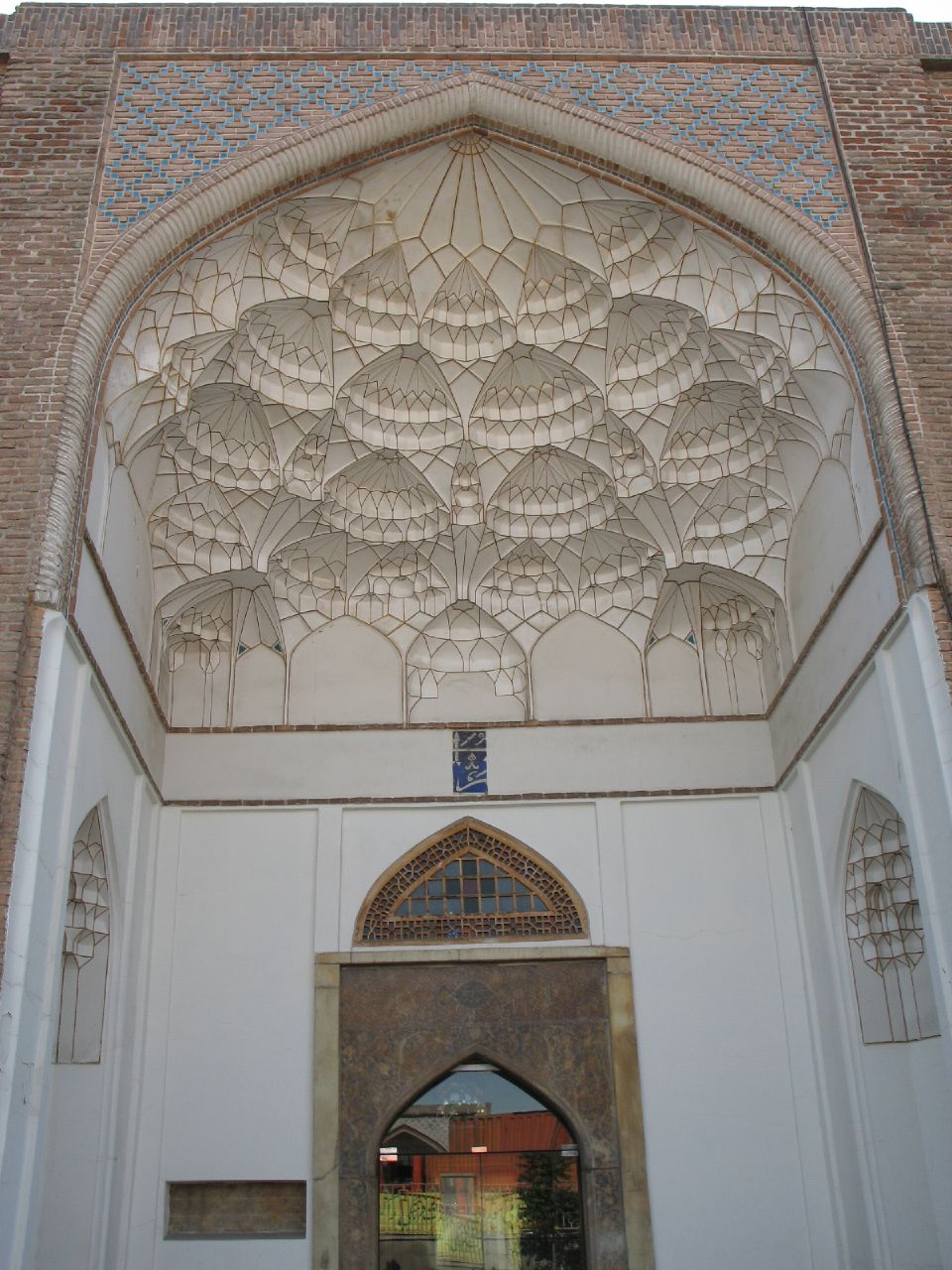
Eingang zur Saheb-ol-Amr-Moschee

Die Sāheb-ol-Amr-Moschee (persisch مسجد صاحب‌ الامر Masdsched-e Sāheb ol-Amr) befindet sich an dem Saaheb-Aabaad-Platz in der westiranischen Stadt Täbris. Der Name Sāheb ol-Amr („Befehlshaber“) ist einer der Titel des letzten Imams der Zwölferschiiten, Muhammad al-Mahdī, von dem eine messianische Rückkehr erwartet wird.

## Geschichte
Die Moschee wurde ursprünglich im Jahr 1636 von dem Safawiden-König Tahmasp I. errichtet. Nur zwei Jahre später, 1638, wurde das Gebäude durch den osmanischen Herrscher Murad IV. zerstört, als dieser in Täbris eindrang. Als die persischen Truppen sich wieder der Kontrolle über die Stadt sicher waren, wurde die Moschee wieder errichtet – allerdings bald darauf durch ein schweres Erdbeben wieder zerstört. Infolgedessen wurde der gesamte Platz sowie die Moschee unter der Leitung von Goli Khan Danbali wiederaufgebaut. Die Moschee wurde fortan Sāheb ol Amr genannt.
Im Jahr 1850 erneuerte Mirza Ali Akbar Khan, der Dolmetscher im russischen Konsulat war, einige Teile der Kuppel und fügte im Korridor Spiegel hinzu, zudem baute er eine Schule in die Moschee.